# Hornung & Møller
Hornung & Møller var en dansk pianofortefabrik, der eksisterede fra 1827 til 1972.
Genopstået i 2018-.

## Historie
Fabrikken begyndte ved, at C.C. Hornung fra Skælskør byggede sit første klaver i 1827 efter en rejse i Tyskland. I 1834 flyttede han til Slagelse, hvor han producerede 30-35 instrumenter om året, og i 1842 tog han skridtet fuldt ud og flyttede produktionen til hovedstaden. I 1851 overdrog han hele virksomheden til sin medarbejder Hans Peter Møller, hvis navn derved kom ind i firmanavnet. Ved Hans Peter Møllers død i 1859 blev virksomheden ført videre i enkens navn, med den blot 20 årige søn Frederik Møller som daglig leder, han flyttede i 1872 fabrikken til Dehns Palæ i Bredgade, der også blev brugt som arkitektonisk udstillingsvindue for instrumenterne.
Fabrikken var fra 1843 kongelig hofleverandør. I 1907 blev det aktieselskab.
Virksomheden producerede opretstående klaverer, taffelklaverer (indtil 1880) samt flygler.
Fabrikken måtte lukke i juli 1972 efter at have fremstillet mere end 50.000 instrumenter gennem tiden.
I 2018 overtog Jon Windfeldt Arnø Hornung og Møller, hvorfor den danske Hornung og Møller fabrik nu gør sig gældende igen. Fra hans nye pianofortefabrik i Espergærde bygger og udstiller Jon de nye Hornung og Møller flygler.
Det nye Hornung og Møller koncertflygel stod klar i marts 2025. 

## Direktion
- 1827-1851: C.C. Hornung
- 1851-1859: Hans Peter Møller
- 1859-1917: Frederik Møller
- 1878-1926: Conrad Møller
- 1907-1951: Axel R. Møller
- 1907-1967: Knud Møller
- 1951-1972: Bjørn Møller
- 2018-: Jon Windfeldt Arnø